# Mátyus Emmi
Mátyus Emmi névvariáns: Mátyus Emília (Szolnok, 1931. május 6. –) magyar színésznő.

## Életpályája
Szolnokon született, 1931. május 6-án. A Színművészeti Főiskolán kapott színészi diplomát, és pályáját 1958-ban egri Gárdonyi Géza Színházban kezdte. Férjével, Fábián Józseffel 1962-től az Állami Déryné Színházhoz szerződtek.1978-tól a Népszínház társulatának tagja volt 1985-ig.

## Fontosabb színházi szerepei
- Molière: Dandin György, avagy a megcsúfolt férj... Kati
- William Shakespeare: Sok hűhó semmiért... Egy fiú
- Anton Pavlovics Csehov: Jubileum... Igazgatósági tag
- William Somerset Maugham: Imádok férjhez menni... Pogson, szakácsnő
- Nicola Manzari: Római gyerekek... Giulietta, szobalány
- Arthur Fauquez: Toronyóra lánccal... Mama
- Franz von Schönthan – Paul von Schönthan – Kellér Dezső – Horváth Jenő – Szenes Iván: A szabin nők elrablása... Irma
- Bródy Sándor: A tanítónő... II. kenőasszony
- Mikszáth Kálmán: Drága szerelem... Rézi, a szobalány
- Móricz Zsigmond: Nem élhetek muzsikaszó nélkül... Borcsa, szakácsné
- Móricz Zsigmond: Légy jó mindhalálig... Sanyika
- Heltai Jenő: A néma levente... Carlotta
- Lengyel Menyhért: Róza néni... Zsófi
- Zilahy Lajos: A szűz és a gödölye... Panni néni
- Örsi Ferenc: Kilóg a lóláb... Kocsis Marika
- Bárány Tamás: Nem születtem grófnak... Anyós
- Hollós Korvin Lajos: Pázmán lovag... Udvarhölgy
- Gyárfás Endre: Márkus mester ezermester... Első rőzseszedő
- Kállai István: Majd a papa... Zsófi
- Bedő István: Hotel szerelem... Zsófi
- Papp István (népmese nyomán): Árgyílus királyfi... A szegényasszony
- Raffai Sarolta: Egyszál magam... Mama
- Fésűs Éva: A csodálatos nyúlcipő... Sipítóné
- Jurij Szergejevics Miljutyin: Nyugtalan boldogság... Dunyja
- Johann Strauss: A denevér... Rozalinda
- Oscar Straus: Varázskeringő... Bőgős Lizi
- Kacsóh Pongrác: János vitéz... Iluska; A francia királylány; A gonosz mostoha
- Ábrahám Pál: Hawai rózsája... Lisette
- Kálmán Imre: Csárdáskirálynő... Sylvia
- Kálmán Imre: Marica grófnő... Lidi, cigánylány
- Lehár Ferenc: Luxemburg grófja... Coralie, Angela barátnője
- Huszka Jenő: Lili bárónő... Lili
- Huszka Jenő: Gül Baba... Fatime
- Berté Henrik: Három a kislány... Hédi